# Harry Elkins Widener
Harry Elkins Widener (ur. 3 stycznia 1885 r. w Filadelfii, zm. 15 kwietnia 1912 r. na pokładzie Titanica) – amerykański biznesmen i kolekcjoner książek, zginął w katastrofie Titanica.

## Życiorys
Urodził się 3 stycznia 1885 roku w Filadelfii jako syn George'a Duntona Widenera i Eleanor Elkins Widener. Był wnukiem niezwykle bogatego przedsiębiorcy Petera Arrella Browna Widenera. Wraz z ojcem i matką, w kwietniu 1912 roku wszedł na pokład Titanica w Cherbourgu. Po kolizji statku z górą lodową, cała rodzina zaczęła się ewakuować. George umieścił swoją żonę i pokojówkę w szalupie ratunkowej. Rano kobiety odebrał statek RMS Carpathia. Harry i jego ojciec zmarli w lodowatej wodzie. Ich ciała zostały odzyskane, ale nigdy nie udało się ich zidentyfikować. Nabożeństwo żałobne za nich odbyło się w kościele św. Episkopatu Pawła w Elkins Park, w Pensylwanii. W tymże kościele na ich cześć zostały poświęcone witraże.
Był absolwentem The Hill School w Pottstown w stanie Pensylwania, gdzie oba budynki zostały jemu dedykowane. Widener był w 1907 roku absolwentem Harvard College, gdzie był członkiem Klubu Sowich. Jego owdowiała matka zbudowała Harry Elkins Widener Memorial Library, największą bibliotekę uniwersytecką na świecie, zaprojektowaną przez architekta Horace'a Trumbauera. Otwarcie biblioteki nastąpiło w 1915 roku.